# Доня Вручиця
43°00′ пн. ш. 17°13′ сх. д. / 43.00° пн. ш. 17.21° сх. д.
Доня Вручиця (хорв. Donja Vrućica) — населений пункт у Хорватії, у Дубровницько-Неретванській жупанії у складі громади Трпань.

## Населення
Населення за даними перепису 2011 року становило 33 осіб.
Динаміка чисельності населення поселення: